# Нарасімхаварман II
Нарасімха-варман II (*இரண்டாம் நரசிம்மவர்மன், д/н —728) — махараджахіраджа імперії Паллавів у 690–725 роках, поет, покровитель мистецтва.

## Життєпис
Походив з династії Паллавів. Син Парамешваравармана I. Про молоді роки мало відомостей. Отримав владу після смерті батька у 690 році.
Часи правління відзначалися мирними відносинами із сусідами, розвитком торгівельних та дипломатичних відносин із сусідами, державами південно-Східної Азії, династією Тан. Це було обумовлено успіхом попередніх володарів Паллавів, які встановили гегемонію на півдні Індостану.
Велику увагу Нарасімха-варман II приділяв зведенню храмів, присвячених Шиві. Найвеличнішими є храми Кайсаланатха, Айраватесвара та Вайкунтхаперумал у Канчіпурамі, Прибережний храм у Мамалапурамі, Талагірісвара у Панамалаї.
Наприкінці життя змушений був відбити наступ держави Чалук'я, з якої вийшов переможцем. Нарасімха знову змусив ворогів визнати гегемонію Паллавів. Втім у цій війні втратив старшого сина.

## Літературна творчість
Нарасімха-варман був автором численних поем, які складав санскритом та тамільською. Темами були події з «Махабхарати», «Рамаяни», Пуран. Низка його п'єс використовується у тамільській драмі Кутіяттам, що дотепер популярна у Кералі. Найбільш відомими є «Кайласодхаранам» (на мотиви Рамаяни) та «Камсавадхам» (із життя Крішни).

## Родина
- Махендраварман, помер до 728 року
- Парамешвараварман, володарював у 728—731 роках